# Alfredo Juan Mayordomo
Alfredo Juan Mayordomo, conocido como Máyor (Aspe, provincia de Alicante, España, 23 de enero de 1984) es un exfutbolista español.

## Trayectoria
Máyor se inició en el fútbol base del Aspe Unión Deportiva de su equipo natal donde estuvo desde 1992 hasta 1998. En 1998 fichó por el Hércules Club de Fútbol, allí siguió formándose en categoría cadete y juvenil. En la temporada 2002/03 el Hércules "B" realizó una gran temporada en Regional Preferente y Máyor jugó en la recta final de liga con el filial que finalmente ascendió a Tercera división. En la temporada 2003/04 jugó con el filial en Tercera y jugó 11 partidos y un gol con el primer equipo en Segunda "B". En la temporada 2004/05 se convirtió definitivamente en jugador del primer equipo, el Hércules ascendió a Segunda división, Máyor tuvo participaciones con goles claves como uno al Sabadell en la Nova Creu Alta que significó una importante victoria para el equipo de Juan Carlos Mandiá.
Tras finalizar contrato con el club herculano inició un periplo por clubes de Segunda "B" logrando la consagración como futbolista en la temporada 2009/10 en el Sant Andreu donde consiguió la distinción al máximo goleador del Grupo III y el equipo logró el campeonato.
En la temporada 2010/11 fue fichado por la Sociedad Deportiva Ponferradina para disputar la Liga Adelante con el equipo berciano. Tras tres temporadas en dicho equipo el 21 de junio de 2013 se anunció su incorporación a la Unión Deportiva Las Palmas para las dos siguientes temporadas. Sin embargo al finalizar la primera temporada en el club canario rescindió el año que le quedaba de contrato y se incorporó al AD Alcorcón también en segunda división.
Tras dos temporadas en el Alcorcón, en julio de 2016 se incorporó al CF Reus en Segunda División.
En julio de 2018, el Club Deportivo Castellón anunció su fichaje por una temporada.
En octubre de 2020, en la primera jornada de liga, hizo su debut oficial con el Xerez Deportivo FC, anotando en Chapín el gol de la victoria por 1-0 ante el CD Rota.

## Clubes
| Club                            | País   | Año       |
| ------------------------------- | ------ | --------- |
| Hércules Club de Fútbol "B"     | España | 2002-2003 |
| Hércules Club de Fútbol         | España | 2003-2005 |
| Benidorm Club Deportivo         | España | 2005-2006 |
| Unió Esportiva Lleida           | España | 2006-2007 |
| Villajoyosa Club de Fútbol      | España | 2007-2008 |
| Ontinyent Club de Futbol        | España | 2008-2009 |
| Unió Esportiva Sant Andreu      | España | 2009-2010 |
| Sociedad Deportiva Ponferradina | España | 2010-2013 |
| U. D. Las Palmas                | España | 2013-2014 |
| Agrupación Deportiva Alcorcón   | España | 2014-2016 |
| Club de Futbol Reus Deportiu    | España | 2016-2017 |
| Club Deportivo Castellón        | España | 2017-2018 |
| Burgos Club de Fútbol           | España | 2018-2019 |
| Club de Fútbol Badalona         | España | 2019-2020 |
| Xerez Deportivo Fútbol Club     | España | 2020-2022 |

### Distinciones individuales
| Distinción                                 | Año       |
| ------------------------------------------ | --------- |
| Máximo goleador de Segunda "B" (Grupo III) | 2009-2010 |